# انتظر دورك (أغنية ريانا)
ويت يور تيرن هي أغنية سجلتها المغنية البربادوسية ريانا لألبومها الإستديو الرابع، ريتيد آر (2009). الأغنية من كتابة ميكيل إس. إريكسون، وتور إريك هيرمانسن، وويل كنرد، وجيمس فونتليروي II، وتاكورا تينداي، وريانا بنفسها. من إنتاج فريق الإنتاج ستارقيت (ميكيل وتور)، وشيس أند ستاتس (ساول وويل). صدرت «ويت يور تيرن» يوم 13 نوفمبر، 2009، كأغنية منفردة ثانية عالمية وثالثة إجمالياً من ريتيد آر.

## الأداء التجاري
أول ظهور للأغنية في الرسوم البيانية كان في يوم 26 نوفمبر، 2009، في أيرلندا، التي دخلت لأول مرة في المركز الثاني والثلاثين. الأغنية دخلت لأول مرة الرسم البياني البريطاني في المركز الخامس والأربعين يوم 5 ديسمبر، 2009، قبل أن تتراجع إلى المركز الخامس والسبعين، الذي كان آخر ظهور لها على هذا الرسم البياني. ومع ذلك، الأغنية كانت أكثر نجاحاً على الرسم البياني البريطاني لأغاني الآر أند بي، التي دخلت لأول مرة في المركز السابع عشر يوم 5 ديسمبر، 2009. الأغنية باعت 20,000 نسخة رقمية في المملكة المتحدة.

## الصيغ وقائمة الأغاني
تحميل رقمي من متجر آي تيونز
1. «ويت يور تيرن» – 3:46

## الرسوم البيانية
| الرسم البياني (2009)                              | المركز | المصادر |
| ------------------------------------------------- | ------ | ------- |
| أيرلندا (IRMA)                                    | 32     | [ 1 ]   |
| المملكة المتحدة (The Official Charts Company)     | 45     | [ 6 ]   |
| المملكة المتحدة (The Official Charts Company R&B) | 17     | [ 4 ]   |

## تاريخ الإصدار
| الدولة   | التاريخ         | نوع الإصدار | الشركة المنتجة | المصادر |
| -------- | --------------- | ----------- | -------------- | ------- |
| أستراليا | 13 نوفمبر، 2009 | تحميل رقمي  | ديف جام        | [ 7 ]   |
| النمسا   | 13 نوفمبر، 2009 | تحميل رقمي  | ديف جام        | [ 8 ]   |
| البرازيل | 13 نوفمبر، 2009 | تحميل رقمي  | ديف جام        | [ 9 ]   |
| فنلندا   | 13 نوفمبر، 2009 | تحميل رقمي  | ديف جام        | [ 10 ]  |
| إيطاليا  | 13 نوفمبر، 2009 | تحميل رقمي  | ديف جام        | [ 11 ]  |
| النرويج  | 13 نوفمبر، 2009 | تحميل رقمي  | ديف جام        | [ 12 ]  |
| إسبانيا  | 13 نوفمبر، 2009 | تحميل رقمي  | ديف جام        | [ 13 ]  |
| السويد   | 13 نوفمبر، 2009 | تحميل رقمي  | ديف جام        | [ 14 ]  |
| سويسرا   | 13 نوفمبر، 2009 | تحميل رقمي  | ديف جام        | [ 7 ]   |